# Аракарі синьобровий
Аракарі синьобровий (Pteroglossus inscriptus) — вид дятлоподібних птахів родини туканових (Ramphastidae).

## Поширення
Вид поширений в Болівії та Бразилії. Його природним середовищем існування є субтропічні або тропічні вологі низинні ліси, субтропічні або тропічні болота та сильно деградовані вторинні ліси.

## Опис
Один з найменших видів туканів. Птах завдовжки 29 см, вагою 130 г.